# بيسكوربنايا
بيسكوربنايا (بالروسية: Бесскорбная) هي مدينة في مقاطعة كراسنودار كراي في روسيا.يبلغ عدد سكانها حوالي 5729 نسمة.